# アシビシン
アシビシン(Acivicin)はグルタミンのアナログで、γ-グルタミルトランスフェラーゼの阻害剤である。
Streptomyces sviceusの発酵産物である。グルタミン酸の代謝を妨げ、グルタミン酸依存性の酵素合成を阻害し、そのため固形腫瘍の治療に役立つと期待されている。
1972年に発見されて以降、抗がん剤として研究されてきたが、その毒性のために試みは上手く行っていない
。

## 研究
in vitroでの研究により、濃度5 μMのアシビシンは、72時間の連続培養において、ヒト膵臓癌腫細胞(MIA PaCa-2)の成長を78%阻害することが示された。また、濃度450 μMでは、MIA PaCa-2のγ-グルタミルトランスペプチダーゼを半減期80分で不可逆的に不活化した。